# Ciudad Deportiva Decano del Fútbol Español
La Ciudad Deportiva del Real Club Recreativo de Huelva es un complejo deportivo propiedad del Real Club Recreativo de Huelva. Está ubicado en el Polígono Agroalimentario de Huelva, fue inaugurado el 9 de noviembre de 2006.

## Instalaciones
La instalación cuenta con más de 45 000 m² y ha requerido una inversión que ronda los 3 millones de euros. Su uso está limitado a los deportistas de competición del club de fútbol.
Cuenta con cuatro campos de fútbol reglamentarios, el campo  principal con capacidad para 800 personas de césped natural, otro reglamentario de hierba natural y otros dos de hierba sintética, así mismo en uno de ellos se puede practicar fútbol-7.
Dispone de un módulo de vestuarios con 5 vestidores (uno para el primer equipo y el resto para las categorías inferiores), un gimnasio de 200 m² con un completo equipo de aparatos, zona médica y área de vestuarios para técnicos y árbitros. También hay luz artificial en todos los campos, cafetería, restaurante, sala de prensa, amplios aparcamientos exteriores e interiores y grada principal.